# Motty
Motty (* 11. Juli 1978 in Chester; † 21. Juli 1978 ebenda) war der bisher einzige bekannte Hybride der beiden Elefantenarten des Asiatischen (Elephas maximus) und Afrikanischen Elefanten (Loxodonta africana). Die asiatische Elefantenkuh „Sheba“ gebar 1978 im Zoo von Chester ein Kalb des afrikanischen Elefantenbullen „Jumbolino“ (England). Zwar waren mehrere Paarungen beobachtet worden, aber niemand hatte eine Geburt erwartet, da eine Kreuzung unmöglich schien.

## Leben
Die Mutter „Sheba“ kam am 13. Februar 1965 im Alter von neun Jahren in den Zoo von Chester. Am 26. Oktober 1974 hatte sie eine  Totgeburt eines asiatischen Kalbes, Vater war der asiatische Elefantenbulle „Nobby“. Die zweite Trächtigkeit von „Sheba“ beruhte auf der Paarung mit dem afrikanischen Elefantenbullen „Jumbolino“. Die Geburt wurde am 10. Juli 1978 durch ein plötzliches Ausscheiden einer kleinen Menge milchiger Scheidenflüssigkeit eingeleitet. Daraufhin wurde „Motty“ am 11. Juli 1978 um 9.20 Uhr geboren.
Aus der Größe des Kalbes schloss man, dass es eine Frühgeburt war. Vitamine und Glukose wurden verabreicht. Einen Tag nach der Geburt stand Motty zum ersten Mal, nachdem die Pfleger es fast 24 Stunden dazu ermutigt hatten. Mutter und Kind wurden am darauf folgenden Tag wieder in die Herde integriert, und schließlich konnte Motty auch in den Stall gehen. Am 14. Juli 1978 war Motty fähig, das erste Mal von Sheba zu saugen. Daraufhin wurde die Flaschenfütterung eingestellt.
Am 18. Juli 1978 entwickelte Motty eine Mageninfektion, die mit Antibiotika behandelt wurde. 48 Stunden später schien Motty wieder erholt, fraß und schlief normal. Drei Tage später, am Morgen des 21. Juli, fand man Motty im Koma liegend und sterbend. Eine Stunde später starb Motty, obwohl mit Herzstimulation und künstlicher Beatmung versucht wurde, ihn zu retten.

## Merkmale
Das Bullenkalb Motty besaß Merkmale beider Elefantenarten. Seine Ohren waren groß und geformt wie die eines afrikanischen Elefanten, ebenso die Wangen und der Nacken. Der Rüssel hatte tiefe Falten (afrikanisch), aber nur einen Finger an der Spitze, was typisch für asiatische Elefanten ist, genauso wie die Anzahl der Nägel (5 vorn, 4 hinten).
Der Körper war geformt wie der eines afrikanischen Elefanten, der Buckel in der Mitte des Rückens wies jedoch auf einen asiatischen Elefanten hin. Motty besaß eine abfallende Stirn (afrikanisch) mit dahinter liegenden kleinen Schädelbeulen (asiatisch). Er hatte einen langen Schweif und schlanke Beine wie ein afrikanischer Elefant.
Die Geburt von Motty war eine Sensation. Eine Kreuzung zwischen den zwei Arten des Elefanten schien unmöglich, denn der Afrikanische Elefant und der Asiatische Elefant gehören nicht nur zwei Arten, sondern auch verschiedenen Gattungen an. Kreuzungen zwischen zwei Individuen verschiedener Arten innerhalb der gleichen Gattung sind meist unfruchtbar, solche zwischen Individuen zweier Gattungen, wenn sie überhaupt möglich sind, fast immer. Frühere Kreuzungsversuche zum Beispiel im Zoo Dresden von 1930 bis 1934 waren fehlgeschlagen.

## Verbleib
Motty wurde präpariert  und im Natural History Museum in London ausgestellt.

## Belege
- Motty the elephant crossbreed, von Dan Koehl auf Elephant Encyclopedia, mit Bild